# Woonkamer

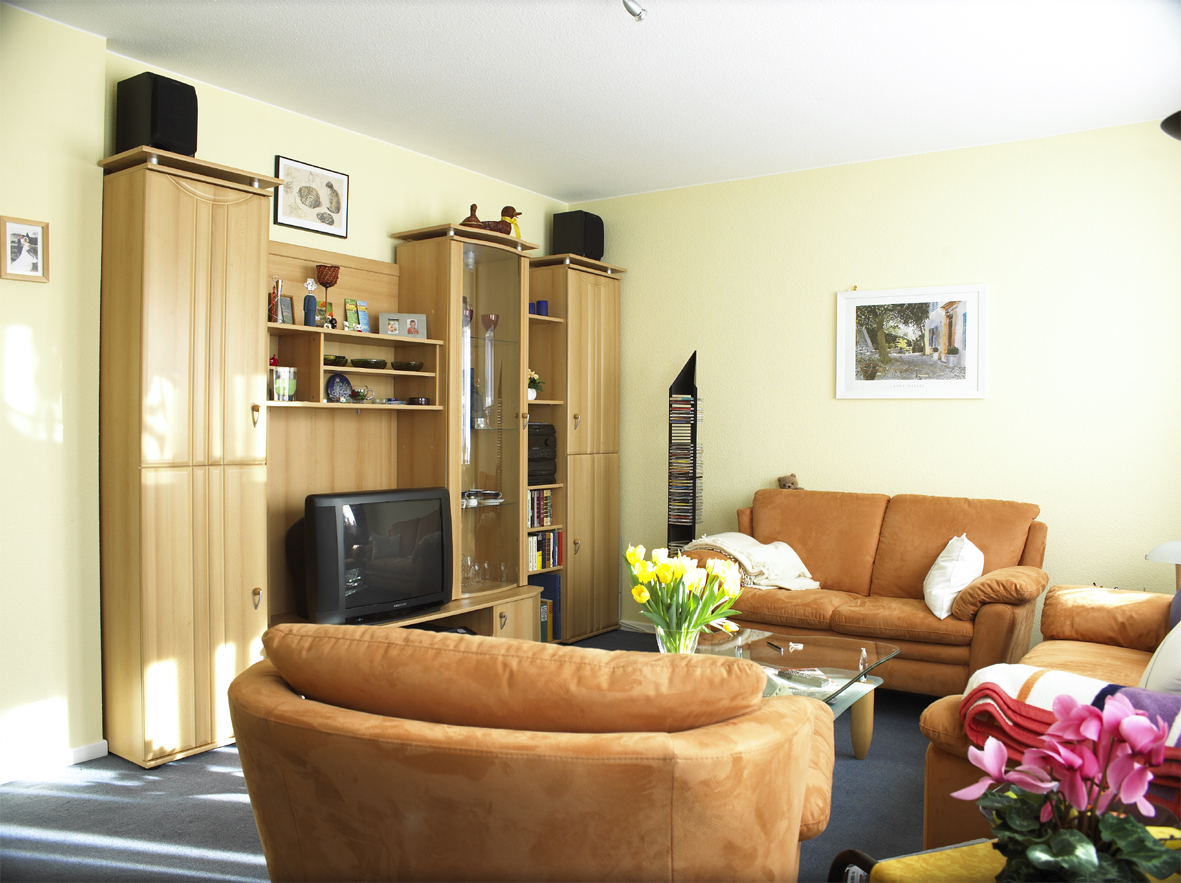
Woonkamer

De woonkamer, huiskamer, zitkamer, voorzaal (Surinaams-Nederlands) of living (naar het Engelse living room) is de kamer in een huis waar het dagelijkse gezinsleven zich afspeelt. Het is een van de grootste vertrekken en bevindt zich meestal op de begane grond, voor zover het niet gaat om een appartement in een flat.
In een woonkamer wordt bezoek ontvangen, televisie gekeken en in veel huishoudens ook gegeten. In de woonkamer staan doorgaans een bankstel en gemakkelijke stoelen.  Er bevindt zich meestal ook een gezamenlijke boekenkast. 

## Geschiedenis
De woonkamer in haar huidige vorm is in stadsbebouwing in de 20e eeuw ontstaan. Naarmate de huizen van het 'gewone volk' groter werden, werd de gecombineerde woon/slaapkamer met bedstede gescheiden in aparte woon- en slaapvertrekken. Bij de bovenklasse was het al eeuwenlang de zogenaamde salon die de functie van woonkamer vervulde.
Op het platteland, in boerderijen, speelde het dagelijks leven zich veelal af in de grote zit/woonkeuken. De woonkamer, of voorkamer was gereserveerd voor het ontvangen van bezoek en voor zondagen. Bij oudere boerengezinnen vindt deze scheiding vaak nog steeds plaats, en is de keuken het centrum van de huishouding.